# بخش ویلکیج
بخش ویلکیج یکی از بخش‌های تابعه شهرستان نمین در استان استان اردبیل ایران است. مردم این خطه به زبان ترکی آذربایجانی تکلم میکنند. 

## تقسیمات کشوری
- بخش ویلکیج
  - دهستان ویلکیج شمالی
  - دهستان ویلکیج مرکزی
  - دهستان ویلکیج جنوبی

شهر: آبی بیگلو
ویلکیج منطقه ای است که در شمال شرقی استان اردبیل واقع شده‌است و از توابع شهرستان نمین به حساب می آید.این منطقه که بسیار سرسبز و دارای آب و هوای کوهستانی است از نظر جغرافیای سیاسی یک منطقه مرزی محسوب می‌شود. به دلیل شرایط اقلیمی، دامداری عمدتاً و کشاورزی در این منطقه مهم‌ترین وسیله معاش مردم می‌باشند.
بنابر سرشماری مرکز آمار ایران، جمعیت بخش ویلکیج شهرستان نمین در سال ۱۳۸۵ برابر با ۲۳۹۴۹ نفر بوده‌است.
این منطقه به سه بخش ویلکیج شمالی، مرکزی و جنوبی به مرکزیت‌های ننه کران، آبی بیگلو و حور تقسیم می‌گردد.

## وجه تسمیه
نکته قابل ذکر در مورد سرزمین ویلکیج آن است که معانی مختلفی از ویلکیج در کتب و اذهان مردم وجود دارد.
بخش اول کلمه یعنی ویل در متون اوستایی به معنای شهر آمده است کلمه ویل در اسامی بعضی از شهرها و روستاها و مناطق آذربایجان آمده است مانند: آرتاویل(اردبیل)، لوندویل، ویله دره(سرعین)، ویلکیج و غیره آمده است. در گیلان زمین به کسانی که در کنار دریا اُتراق می‌کنند گیلیج و به مناطق کوهستانی کیج می‌گفتند کلمه کیج در زبان تالشی هنوز هم به این معنی بکار می‌رود. پس کلمه ویلکیج به معنی شهر کوهستانی می‌باشد، آثار باستانی باقی‌مانده در روستاهای ویلکیج مخصوصاً شیر شیر و حور تائیدکننده این مدعا است.
همچنین کلمه ویل در زبان فرانسه نیز به معنی شهر و منطقه نیز بکار می‌رود این امر بیانگر این است که در آذربایجان اسامی بعضی از مناطق و روستاها باقی‌مانده از زبان هند و اروپائی است. به‌طور مثال برای لوندویل می‌توان اینطور گفت که کلمه لوند در زبان فرانسه به معنی پیش و جلو و پیشقراول می‌باشد  بدین معنا که  لوندویل به معنی شهری که در جلوی دریا قرار دارد یا شهری که نسبت به شهرهای دیگر به دریا جلوتر است.
اما بر پایه بررسی‌های غیر تخصصی و اظهارات آگاهانه مردمی، بعضی از افراد کیج را به معنای پرنده می نامند که این گروه ویلکیج را به معنای شهر پرندگان در نظر می‌گیرند و اشاره می‌کنند که گویا در ماههایی از فصل بهار این منطقه مکان مناسبی برای تجمع پرندگان بوده‌است ولیکن هیچگونه اطلاعی از انواع پرندگان مورد نظر ندارند.
گروه دیگر معنای کیج را پادشاه تصور می‌کنند و آن را شهر پادشاه یا پادشاهان در نظر می‌گیرند، اما در حال حاضر نشانه ای در مورد پادشاه یا پادشاهان این منطقه به صورت مکتوب موجود نمی‌باشد. علاوه بر این، معنای دیگری نیز برای این واژه در نظر گرفته شده‌است که در آن ویل را کلاف و کیج را ابریشم می‌دانند و کلاً به معنای کلاف ابریشم آورده شده‌است.

## جمعیت
بنابر سرشماری مرکز آمار ایران، جمعیت بخش ویلکیج شهرستان نمین در سال ۱۳۸۵ برابر با ۲۳۹۴۹ نفر بوده‌است.